# Kroktjärnen (Råneå socken, Norrbotten, 736569-175037)
Kroktjärnen är en sjö i Bodens kommun i Norrbotten och ingår i Råneälvens huvudavrinningsområde.